# Ocypode cursor
Ocypode cursor là một loài cua ma được tìm thấy trên các bãi biển cát dọc theo bờ biển Đại Tây Dương và Địa Trung Hải.

## Mô tả
Ocypode cursor có mai rộng đến 55 milimét (2,2 in). O. cursor có thể phân biệt được với O. ceratophthalmus và các loài khác thuộc chi Ocypode bởi sự hiện diện của một chùm lông cứng kéo dài từ đầu mũi các cuống mắt.

## Phân bố
Ocypode cursor có một phân bố đứt đoạn, bao gồm Đông Địa Trung Hải và các khu vực nhiệt đới phần phía đông Đại Tây Dương, nhưng không phải là phía tây Địa Trung Hải kết nối chúng. Người ta cho rằng O. cursor đã vào Địa Trung Hải trong giai đoạn ấm, nhưng cũng giới hạn ở vùng phía đông ấm hơn trong một khoảng thời gian mát hơn tiếp theo, cô lập giữa hai quần thể này. Kiểu này tương tự được nhìn thấy trong loài ốc biển Charonia variegata và hải quỳ Telmatactis cricoides. Phạm vi phân bố của nó rõ ràng mở rộng ở Địa Trung Hải, và có khả năng là giữa hai nhóm này có thể tái gia nhập trong tương lai. Tại Đại Tây Dương, O. cursor vươn xa đến phía nam tận bắc Namibia, nhưng không đến Nam Phi.

## Sinh thái
Tại Tây Phi, Ocypode cursor ưa thích sinh sống trên các bãi biển cát, nơi nó đào hang ở các điểm thủy triều cao và đôi khi trên khu vực có thủy triều hoàn toàn. Nó có khả năng chịu các thái cực độ mặn và nhiệt độ kém hơn loài còng Uca tangeri, nhưng vẫn có thể mở rộng khoảng cách vào các vùng nước lợ. O. cursor là một loài săn mồi, và thường ăn trứng của các loài rùa biển. Tại Địa Trung Hải, nơi phạm vi thủy triều không đáng kể, hang của O. cursor bắt đầu trong khoảng 3 mét (10 ft) của biển, với các con lớn hơn xa hơn so với rìa biển.

## Phân loài
Ocypode cursor đã được mô tả khoa học lần đầu bởi Carl Linnaeus trong tác phẩm năm ấn bản thứ 10 năm 1758 của ông Systema Naturae, với danh pháp "Cancer cursor".